# Luxulyan Valley
Das Luxulyan Valley (kornisch: Glynn Gwernan, deutsch: Tal der Erlenbäume) ist ein steilwandiges, dicht bewaldetes Tal des River Par in Cornwall. Es ist bekannt für seine industriellen Überreste aus dem frühen 19. Jahrhundert und wurde 2006 als Teil des Cornwall and West Devon Mining Landscape zum UNESCO-Weltkulturerbe erklärt.

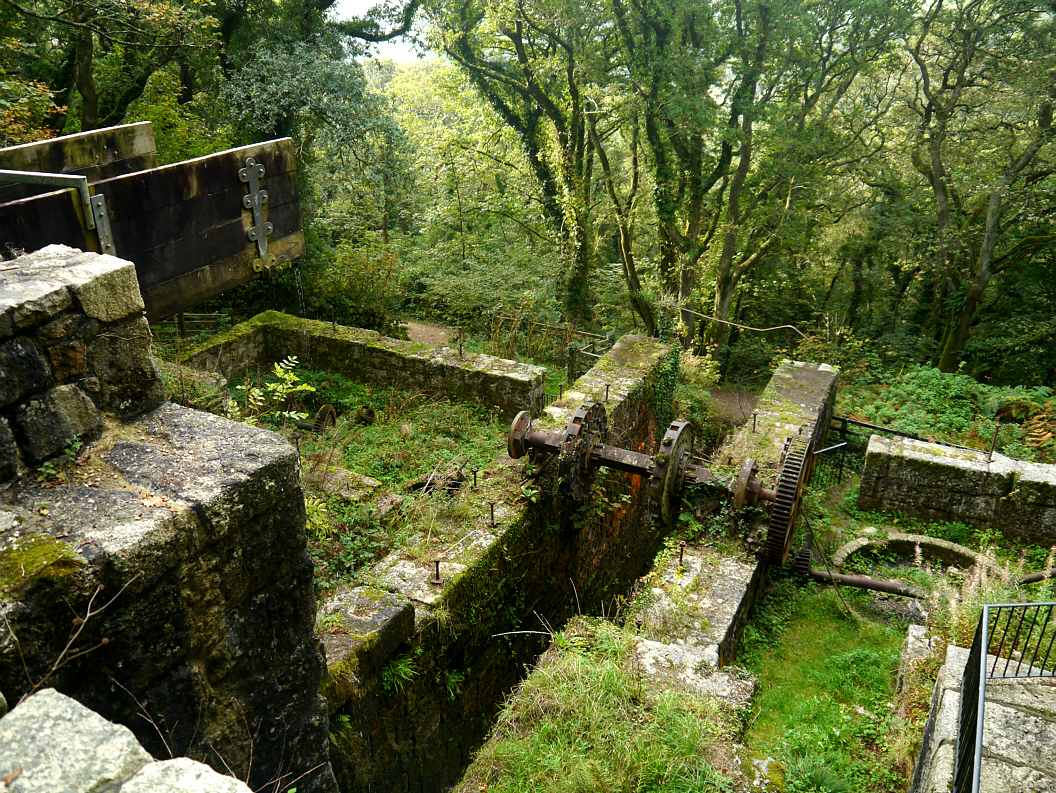
Luxulyan Valley Trail

## Geschichte
Während der industriellen Revolution war das Luxulyan Valley ein bedeutendes Zentrum für den Kupfer- und Granitabbau. Der Unternehmer Joseph Treffry (1782–1850) spielte eine Schlüsselrolle bei der Entwicklung der Infrastruktur des Tals. Er ließ das Treffry Viaduct errichten, eine beeindruckende zehnbogige Steinbrücke, die sowohl als Aquädukt als auch als Transportweg für Erz diente.

## Sehenswürdigkeiten
- Treffry Viaduct: Ein 100 Fuß hohes Bauwerk, das heute als Wanderweg genutzt wird.Treffry Viaduct

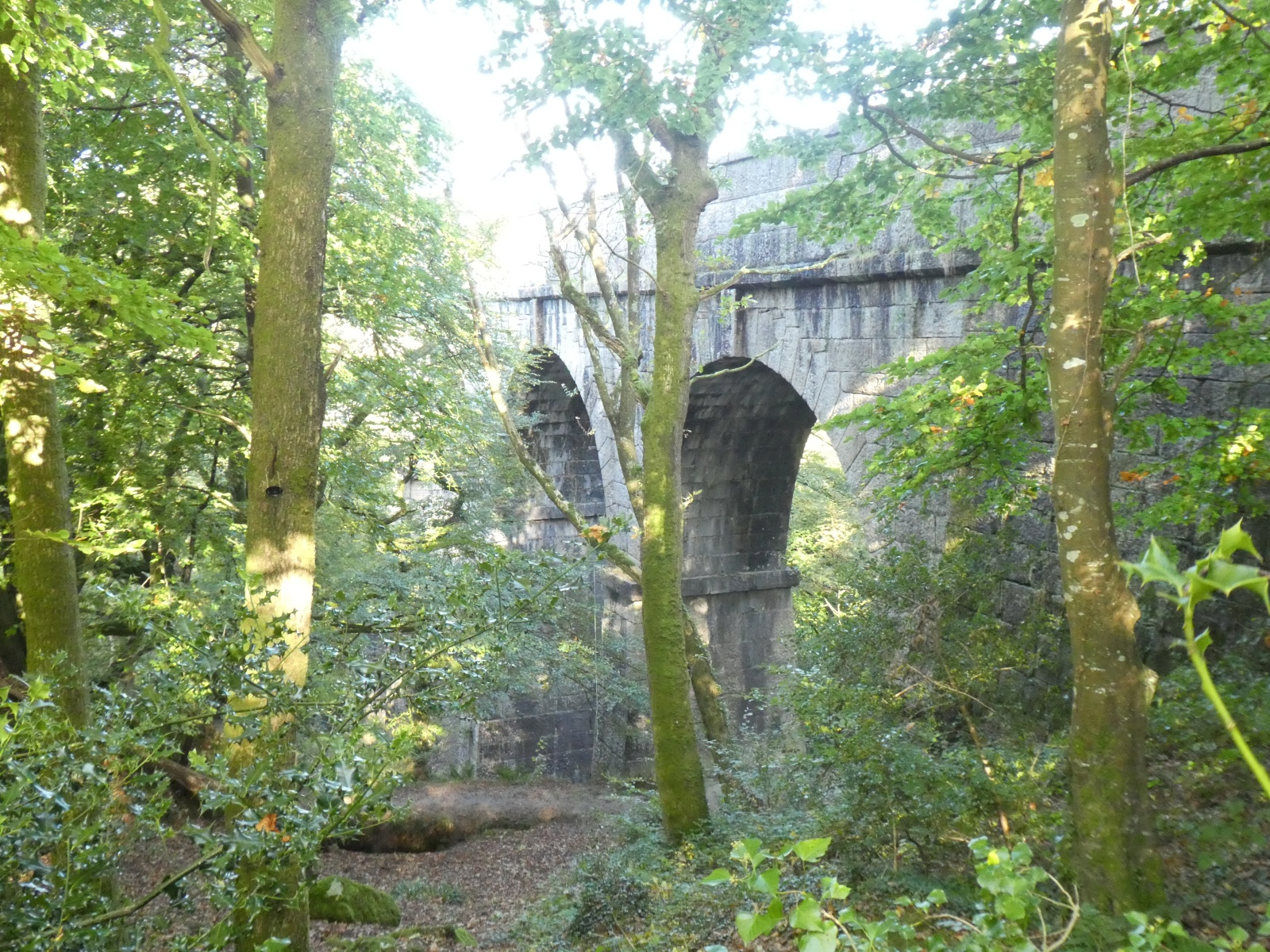
Treffry Viaduct

- Carmears Wheel Pit: Die Überreste eines Wasserrads, das einst Erztransporte antrieb.[1]Carmears Wheel Pit

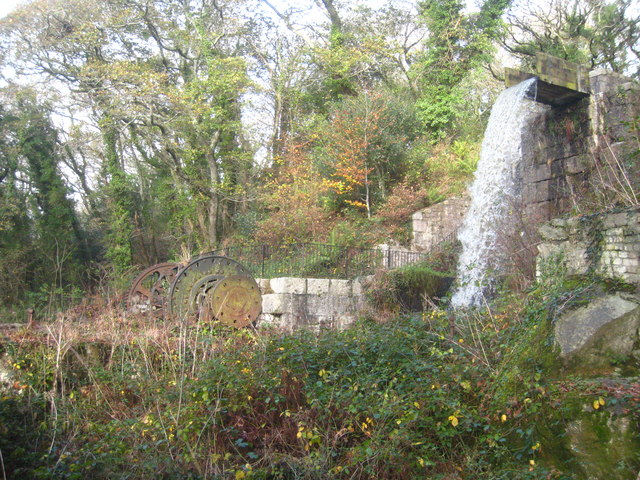
Carmears Wheel Pit

- Mineral Tramways: Alte Schienenwege, die für den Transport von Kupfer, Granit und Kaolin genutzt wurden.[1]Eisenbahneinschnitt bei Luxulyan. Dies ist ein Teil der heutigen Newquay Branch Line. Sie wurde in den 1870er Jahren gebaut und führt durch das Luxulyan-Tal unter dem Viadukt der früheren Treffry_Tramways hindurch.

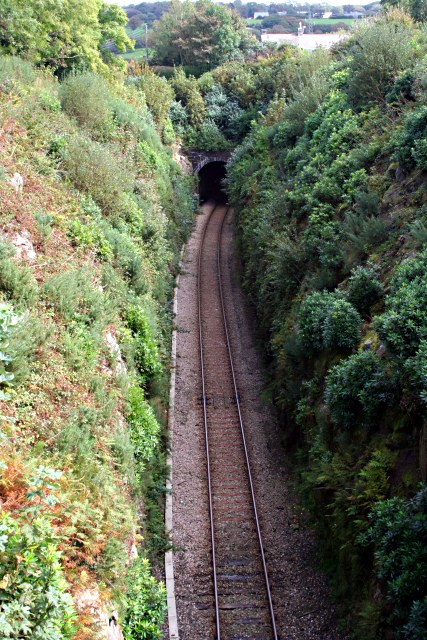
Eisenbahneinschnitt bei Luxulyan. Dies ist ein Teil der heutigen Newquay Branch Line. Sie wurde in den 1870er Jahren gebaut und führt durch das Luxulyan-Tal unter dem Viadukt der früheren Treffry_Tramways hindurch.

## Naturschutz
Das Tal ist nicht nur historisch bedeutsam, sondern auch eine County Wildlife Site mit einer reichen Flora und Fauna. Es beherbergt über 40 Farnarten sowie zahlreiche seltene Pflanzen und Tiere.

## Tourismus
Heute ist das Luxulyan Valley ein beliebtes Ziel für Wanderer und Naturliebhaber. Besucher können die historischen Überreste erkunden oder die landschaftliche Schönheit genießen.

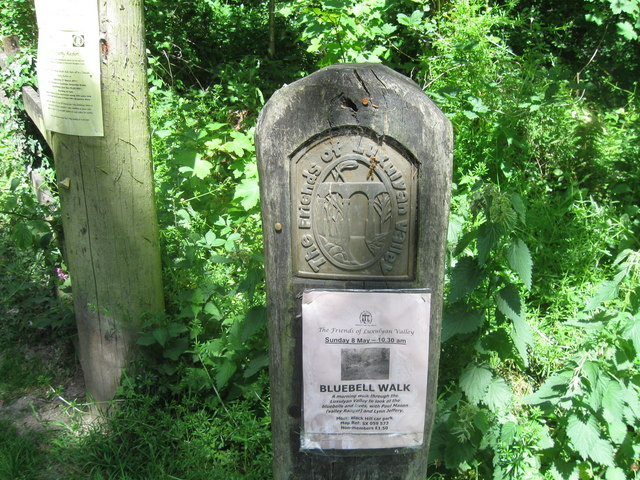
Der Marker der Freunde des Luxulyan-Tals